# Горринг, Руслан Израилович
Руслан Израилович Горринг (имя при рождении — Руслан Магомедович Ганижев; род. 30 августа 1978) — российский управленец и предприниматель, менеджер высшего звена российского системообразующего предприятия АО «Росгеология» (2015—2019) — первый заместитель генерального директора, руководитель блока развития и коммерческой деятельности, а также генеральный директор нескольких дочерних компаний, включая АО «Зарубежгеология». В конце января 2019 года стал широко известен благодаря скандальным обстоятельствам увольнения.
Истории Горринга посвящены аналитические публикации, рассматривающие её, как и ряд других подобных случаев, в свете морального разложения высокопоставленных чиновников в России.
11 декабря 2019 года осуждён по уголовному делу о мошенничестве в особо крупном размере, связанном с махинациями с земельными участками в Московской области в 2011 году.

## Биография
Родился 30 августа 1978 года в Чечено-Ингушской АССР. По национальности — ингуш.

### Образование
В 1995 году окончил Московское суворовское военное училище.
В 2000 году окончил Военный Университет Министерства обороны РФ.

### Служба в армии
В 1995—2011 годах проходил службу в Вооруженных Силах РФ, в первом узле связи Генштаба РФ. По ходу службы был переводчиком, офицером по общественно-государственной подготовке и информированию, офицером по социально-правовой работе, пребывал в распоряжении начальника узла.
С 2001 по 2012 год был фигурантом нескольких криминальных историй, включая запутанное дело 2003 года об убийстве своего младшего брата Игоря на кухне собственной квартиры Руслана на Фрунзенской набережной в Москве (ответственность взял на себя отец братьев Ганижевых Магомед). В 2011 году Ганижев был задержан правоохранительными органами с поличным в момент получения взятки в 5 млн рублей для своего начальника от бизнесменов. Был отпущен под подписку о невыезде, однако скрылся. В январе 2012 года Ганижев был объявлен в федеральный розыск, в марте 2012 года по неясным причинам с розыска был снят.
В 2011 году Руслан Ганижев и его родители сменили свои персональные данные, все трое получили документы на новые имена и фамилии. Как пояснил в суде в марте 2019 года Горринг, фамилию он сменил из-за угроз своей жизни.
Уже с паспортом на фамилию Горринг Руслан предпринимал попытки под прежней фамилией баллотироваться в районный совет депутатов у себя на родине в Ингушетии. Под фамилией Ганижев Руслан получил должность помощника председателя Ленинского районного совета депутатов Московской области А. Газейкина.
После марта 2012 года, когда он был исключён из разыскных списков МВД, Руслан фигурирует во всех документах и работает на руководящих должностях под фамилией Горринг.

### Работа в геологических компаниях
В 2011—2014 годах работал в неназванных зарубежных горнодобывающих компаниях и инвестиционных фондах. По сообщению сайта Neftegaz.Ru (5 февраля 2015 года):

Можно только догадываться в каких структурах служил Р. Горринг, но с конспирацией у него все в порядке. В не служебном доступе не найдется даже упоминания о деятельности Р. Горринга ни в ВС РФ, ни в зарубежных горнодобывающих компаниях и инвестиционных фондах.

В 2014—2018 годах возглавлял «Краснодарнефтегеофизика», «Зарубежгеология» и был генеральным директором «РГ-Экология».
2015—2019 — первый заместитель генерального директора Акционерного общества «Росгеология», руководитель операционного блока.
С 1 октября 2018 по 29 января 2019 года — первый заместитель генерального директора, руководитель блока развития и коммерческой деятельности. Его увольнение последовало за громким скандалом в СМИ.
5 февраля 2019 года геолог-геофизик, доктор технических наук, лауреат Государственной премии СССР Григорий Шехтман написал в «Независимой газете»:

Вокруг АО «Росгеология» бушуют страсти. Один из её недавних руководителей, некий Руслан Горринг, прославился обнародованным скандальным роликом. Такое могло бы присниться лишь в дурном сне: в кресле заместителя генерального директора этого холдинга восседал человек с ментальностью уркагана. Вот такие персонажи последние несколько лет вершили судьбы уважаемых людей, связавших свою жизнь с геологией.

15 марта 2019 года был уволен со всех руководящих постов дочерних структур «Росгеологии».

## Скандал

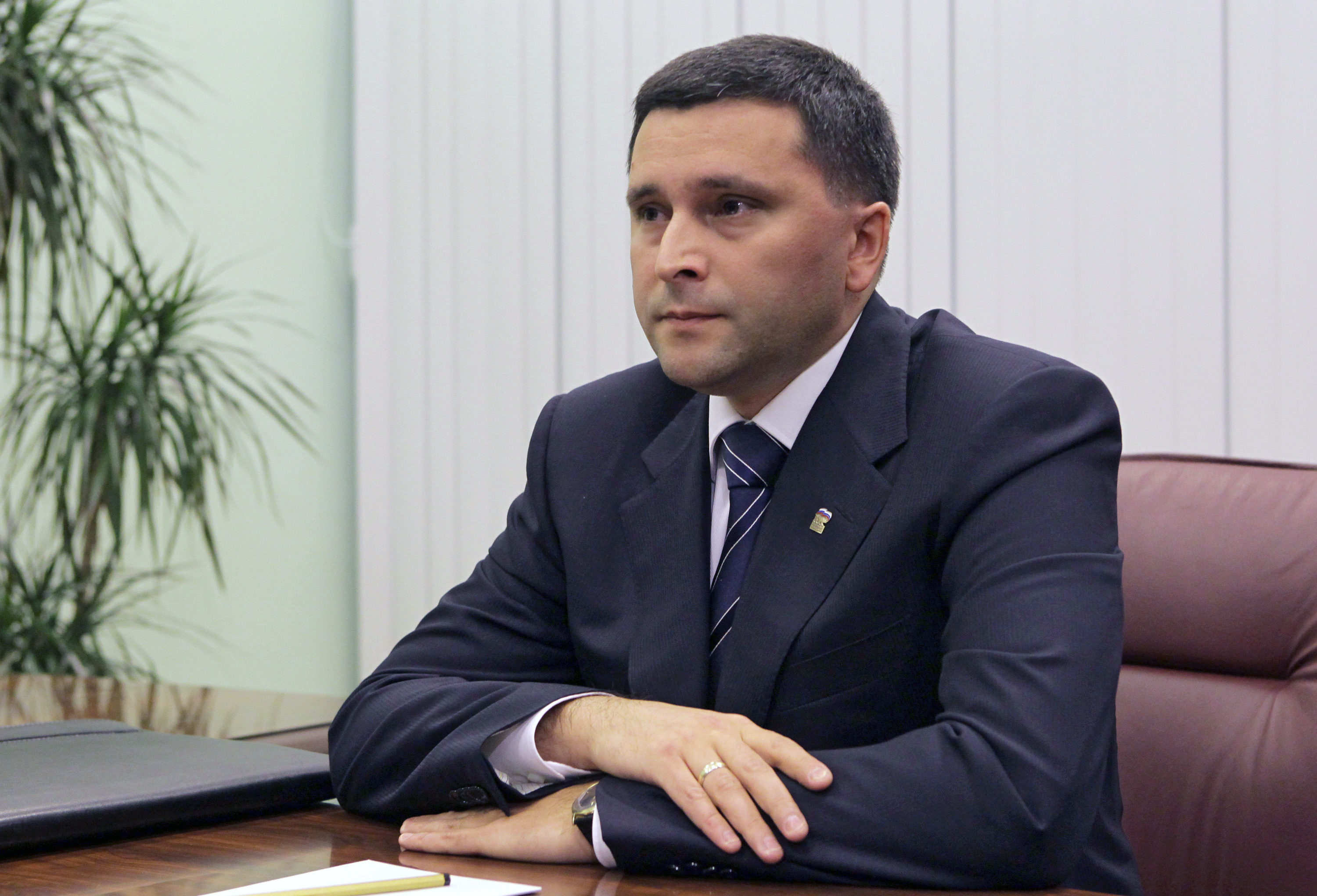
Глава Минприроды Д. Н. Кобылкин
уволил Р. И. Горринга после скандала

Днём 29 января 2019 года глава Минприроды Д. Н. Кобылкин уволил Горринга после распространения в соцсетях видео с ним. Это был «игровой стрим», где он в развязной и нецензурной форме рассказывал подробности о работе в компании и сексуальных отношениях с её сотрудницами.
Одновременно генеральному директору, председателю правления АО «Росгеология» Р. С. Панову был объявлен выговор. Однако пресс-служба «Росгеологии» опровергала эту информацию, мотивируя тем, что гендиректор «Росгеологии» Панов не находится в прямом подчинении главе Минприроды, и поэтому министр не может выносить ему выговоры и увольнять сотрудников компании.
Вечером 29 января 2019 года пресс-служба АО «Росгеология» — «РГ-Информ» сообщила, что:

в АО «Росгеология» проведена проверка информации, появившейся в СМИ в отношении первого заместителя генерального директора Р. И. Горринга. Подтверждающих фактов нарушения трудовых отношений и разглашения коммерческой информации не установлено. В то же время с учётом обстоятельств появления данной информации контракт с указанным сотрудником расторгнут.

После этих событий заместитель председателя правительства РФ по вопросам агропромышленного комплекса, природных ресурсов и экологии А. В. Гордеев поручил Минприроды провести комплексную внеплановую проверку «Росгеологии». Кроме того, Минприроды обратилось в правоохранительные органы с требованием провести проверку финансово-хозяйственной деятельности «Росгеологии» по вопросам, которые курировал Горринг.

### Значение и последствия
Издание Gazeta.ru отметило, что фигурант скандала не имел никакого отношения к геологии и по необъяснимым причинам оказался на высокой номенклатурной должности. Анализируя биографию Горринга, который, по оценке издания, предстаёт в опубликованном ролике в качестве «матерящегося быдла ментального уровня не выше дворовой подворотни», сетевая газета приходит к выводу, что его случай, как и ряд других подобных скандальных историй с чиновниками, публично несущих оскорбительную для общества чушь, свидетельствует о том, что в России «неуклонно происходит падение качества государственного управления».
Агентство Росбалт обращает внимание, что биография Горринга изобилует криминальными событиями и прежде он состоял на спецучёте Главного управления МВД России по Московской области. Затем произошла уникальная процедура «отмывания биографии», в ходе которой все члены его многочисленной семьи полностью сменили свои анкетные данные, включая национальность. После этого Ганижев, превратившийся в Горринга, начал стремительно делать успехи в карьере управленца.
31 января 2019 года, анализируя деятельность «Росгеологии» на рынке геологоразведочных работ, эксперт Рустам Танкаев — генеральный директор АО «ИнфоТЭК-Терминал», ввёл новый экономический термин — «Горринг-геология». Он отметил, что 

Отрасли нанесен огромный вред, поскольку схемы работы «по Горрингу» довели до банкротства множество малых производственных предприятий. Крупные компании вынуждены заново создавать геологоразведочные подразделения для того, чтобы снизить объёмы работ с «Росгеологией».
Скандальное увольнение Горринга вызвало вопросы не только к кадровой политике холдинга, но и к расходованию им государственных средств и результатам этих трат.
6 февраля 2019 года стало известно, что скандальное видео Горринга может привести к реорганизации «Росгеологии», уточнила ежедневная российская общественно-политическая газета Новые Известия. На фоне развития скандала с Горрингом 21 марта 2019 года правительство России издало директиву об отставке главы «Росгеологии» Романа Панова, в апреле 2019 года новым главой ведомства назначен Сергей Горьков, ранее работавший замминистра экономического развития РФ.
Казус Горринга — иллюстрация подмеченной СМИ тенденции, в советском министерстве подобное назначение было бы невозможно.

## Уголовное дело
8 марта 2019 года Горринг задержан в Москве по уголовному делу о мошенничестве в особо крупном размере. Дело было возбуждено ещё в 2011 году. Задержание Горринга произошло в аэропорту Внуково при попытке вылета в Сочи. После задержания Домодедовский областной суд в закрытом режиме вынес решение об аресте на 2 месяца. Горринг не признал свою вину в мошенничестве.
В марте 2019 года глава Общественной наблюдательной комиссии Московской области Антон Цветков сообщил СМИ, что его ведомство «обязательно проследит, чтобы [Горринг] содержался там на общих основаниях, строго в рамках действующего законодательства и правил внутреннего распорядка учреждения».
7 ноября Следственный Комитет сообщил, что расследование уголовного дела завершено, а сам Руслан Горринг дал признательные показания.
Защита попросила провести судебное заседание в закрытом режиме, ссылаясь на наличие в материалах дела переговоров, которые могут быть оглашены только с согласия действующих лиц. 2 декабря суд частично удовлетворил ходатайство, разрешив журналистам присутствовать на процессе, но с запретом на видео- и аудиозапись.
11 декабря 2019 года 235-й гарнизонный военный суд Москвы приговорил Руслана Горринга к трем с половиной годам лишения свободы.
В 2022 году суд над Горрингом продолжился.

## Личная жизнь
Бывшая жена — Хэди Сагова.